# Isabelle de Valois (1313-1383)
Pour les articles homonymes, voir Isabelle de Valois.

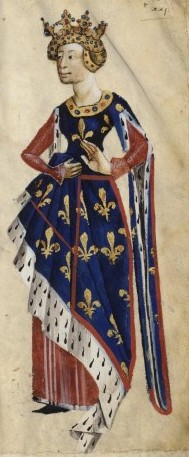
Détail du folio 13 du “Registre d'armes” ou armorial d'Auvergne, dédié par le hérault Guillaume Revel au roi Charles VII, Paris, Bibliothèque nationale de France.

Isabelle de Valois, née en 1313, et morte à Paris le 26 juillet 1383, est une duchesse de Bourbon.

## Biographie
Isabelle de Valois est la fille de Charles de France, comte de Valois, et de sa 3e épouse, Mahaut de Châtillon. En 1337, elle épouse Pierre Ier (1311-1356), duc de Bourbon, et eut :
- Louis II (1337-1410), duc de Bourbon ;
- Jeanne (1338-1378), mariée en 1350 à Charles V (1338-1380), roi de France ;
- Blanche (1339-1361), mariée en 1353 à Pierre Ier le Cruel, roi de Castille ;
- Bonne (1341-1402), mariée en 1355 à Amédée VI (mort en 1383), comte de Savoie ;
- Catherine (1342-1427), mariée en 1359 Jean VI (mort en 1388), comte d'Harcourt ;
- Marguerite, (1344-1416), dame d'Albret et comtesse de Dreux, mariée en 1368 avec Arnaud-Amanieu d'Albret (1338-1401) ;
- Isabelle (née en 1345).

En 1369, Bernardon de la Salle, Bernard de Wisk et Hortingo de la Salle s'emparèrent du château de Belleperche, où elle résidait et demeura prisonnière jusqu'en 1372. 
Elle eut pour maître d'hôtel Jean Saulnier, chevalier, seigneur de Thoury-sur-Abron, conseiller et chambellan du roi, bailli de Saint-Pierre-le-Moûtier, mort en 1389.
Devenue veuve, elle prit le voile.